# قائمة مواقع التراث العالمي في لبنان

قائمة مواقع التراث العالمي في لبنان هي قائمةٌ بمعالم ومواقع التراث العالمي التي تقع ضمن حدود الجمهوريّة اللبنانيّة، والتي لها قيمة عالميّة متميّزة وأهميّة للتراث الثقافي أو الطبيعي أو لكليهما معًا كما هو مُوضَّح في اتفاقيّة حماية التراث العالمي الثقافي والطبيعي لعام 1972. تقوم لجنة التراث العالمي التابعة لمنظمة الأمم المتحدة للتربية والعلم والثقافة (يونسكو) بترشيح تلك المواقع والنظر في ملف ترشيحها، لتدرج ضمن قائمة مواقع التراث العالمي، وذلك بناءً على عدّة معايير. كما تُقسم هذه القائمة إلى قائمة رئيسة وقائمة إرشاديّة مؤقّتة.
أُدرِج أول موقع للتراث العالمي في لبنان في اجتماع الدورة الثامنة للجنة التراث العالمي الذي عُقِد في بوينس أيرس في عام 1984، وسُجِّلت منذ ذلك الحين ستة مواقع على القائمة الرئيسة في كل من عنجر (1984) وصور (1984) وبيبلوس (1984) وبعلبك (1984) ووادي قاديشا (1998)، ومعرض رشيد كرامي الدولي في طرابلس (2023)، وصُنِّفت جميعها ضمن الفئة الثقافيّة، كما أضيفت عشرة مواقع في القائمة الإرشاديّة المؤقتة لمواقع التراث العالمي اللبنانيّة. بالإضافة إلى ذلك، تضم قائمة التراث الثقافي غير المادي في لبنان موضوعيَن يعبّران عن تراث المجتمع اللبناني ذي الصبغة الثقافيّة.

## لمحة تاريخية
انضم لبنان إلى اليونسكو في 4 تشرين الثاني/ نوفمبر 1946، وهو أحد أعضائها المؤسِّسين. كما اُفتُتِح مكتب اليونسكو في بيروت في عام 1961، ويُعَد المكتب شبه الإقليمي في الشرق الأوسط ويغطي لبنان وسوريا والأردن والعراق والأراضي الفلسطينيّة وهو المكتب الإقليمي للتربية في الدول العربيّة.
على جانب آخر، عمل لبنان خلال العقود الماضية على إصدار العديد من التشريعات والقوانين المُتعلَّقة بحماية الآثار والتراث، كما صادق على اتفاقيّة حماية التراث العالمي الثقافي والطبيعي (1972) في 3 شباط/ فبراير 1983، وكان عضوًا في لجنة التراث العالمي في أربع مرّات. رُشِِّحت العديد من المواقع اللبنانيّة منذ عام 1984، وأُدرجت ستة مواقع منها على لائحة التراث العالمي منذ ذلك الحين، في حين أُجِّل ترشيح عدد آخر لأسباب عديدة.

## خريطة المواقع
| جبيل وادي قاديشا بعلبك عنجر صور البترون معبد أشمون منجز آثار جبل الشيخ نهر الكلب صيدا جبل عامل طرابلس معرض رشيد كرامي انفه جزر النخيل راس الشقعة محمية عميق ساحل صور الشوف نهر إبراهيم وادي العاصي مواقع التراث العالمي في لبنان. · مواقع مسجلة ضمن التراث العالمي · مواقع على القائمة المؤقتة · مواقع رامسار للأراضي الرطبة · مواقع سابقة على القائمة المؤقتة · مواقع مشتركة بين القائمة المؤقتة السابقة ومواقع رامسار للأراضي الرطبة |

## قائمة المواقع المدرجة
يُمكن فرز الجدول حسب العمود عن طريق النقر فوق  أعلى العمود المناسب: أبجديًا لأعمدة الاسم والمساحة والسنة؛ حسب الحالة لعمود الموقع؛ وحسب نوع المعايير لعمود المعايير.
الاسم؛ وهو اسم الموقع كما أدرجته لجنة التراث العالمي.
الموقع؛ وهو اسم المدينة أو المحافظة أو المقاطعة أو الإقليم أو الدولة، بالإضافة إلى إحداثيات الموقع.
الفئة؛ وهي فئة الموقع سواءً كان ثقافيًا أو طبيعيًا أو مختلطًا.
المعايير؛ وهي المعايير الثقافيّة أو الطبيعيّة التي تُعطي للموقع أهميّة عالميّة مُميّزة، وعددها عشرة معايير: ستة معايير ثقافيّة وأربعة معايير طبيعيّة.
المرجع؛ وهو الرقم المرجعي للموقع كما أدرجته لجنة التراث العالمي.
سنة التسجيل؛ تُكتب السنة التي أُدرِجَ فيها الموقع في قائمة التراث العالمي. بالنسبة للقائمة الإرشاديّة المؤقتة، تُكتب سنة تقديم الموقع.
الملاحظات؛ معلومات موجَزة عن الموقع، بما في ذلك أسباب تعرّض الموقع للخطر، إن أمكن.
قائمة مواقع التراث العالمي في لبنان مرتبة حسب تاريخ إدراجها في قائمة مواقع التراث العالمي (اليونسكو) وهي كالتالي:
| الصورة | الاسم                                      | الموقع                                                                          | المعايير        | المرجع | سنة التسجيل | ملاحظات |
| ------ | ------------------------------------------ | ------------------------------------------------------------------------------- | --------------- | ------ | ----------- | --- |
|        | عنجر                                       | محافظة البقاع 33°43′33″N 35°55′47″E / 33.72583°N 35.92972°E                     | ثقافي           | 293    | 1984        | يعود بناء مدينة عنجر إلى أوائل القرن الثامن وذلك في عهد الخليفة الأموي الوليد بن عبد الملك. وهي تعتبر الشاهد الوحيد المتبقي على عمارة المدن لدى الأمويين.                                          |
|        | بعلبك                                      | محافظة البقاع 34°0′25″N 36°12′18″E / 34.00694°N 36.20500°E                      | ثقافي           | 294    | 1984        | عُرفت المدينة حينما كانت مركزاً عبادة للثالوث الإلهي في العصر الهيلنستي، وسُمِّيت بمدينة الشمس. ثُمَّ حافظت على دورها الديني في الحقبة الرومانية، وهي تضم بعضاً من أهم آثار الهندسة الرومانيّة الإمبراطورية. |
|        | جبيل (بيبلوس)                              | محافظة جبل لبنان 34°7′9″N 35°38′51″E / 34.11917°N 35.64750°E                    | ثقافي           | 295    | 1984        | جبيل هي إحدى أقدم المدن في لبنان، وهي مأهولة بالسكان منذ العصر الحجري الحديث. كما ترتبط جبيل ارتباطًا وثيقًا بتاريخ انتشار الأبجديّة الفينيقيّة.                                                       |
|        | صور                                        | محافظة الجنوب 33°16′15″N 35°11′46″E / 33.27083°N 35.19611°E                     | ثقافي           | 299    | 1984        | كانت المدينة الفينيقيّة الكبرى، ومؤسسة المدن المزدهرة تحو قادش وقرطاج، لكنها فقدت دورها التاريخي في نهاية الحروب الصليبية. تضم صور آثاراً تاريخيّة تعود إلى العهد الروماني.                           |
|        | وادي قاديشا أو الوادي المقدس وحرش أرز الرّب | محافظة الشمال 34°14′36″N 36°2′56″E / 34.24333°N 36.04889°E                      | ثقافي           | 850    | 1998        | من أهمّ المواقع في المسيحية، فيها دور الرهبان القديمة التي تتوسط منطقة طبيعية. بالقرب منها توجد آثار غابة الأرز التي كانت تستخدم في بناء العمارات الدينيّة.                                          |
|        | معرض رشيد كرامي الدولي في طرابلس - لبنان   | طرابلس، محافظة الشمال 34°26′48.12″N 35°48′43.704″E / 34.4467000°N 35.81214000°E | ثقافي: (ii)(iv) | 1702   | 2023        | [ 17 ] |

## القائمة الإرشادية المؤقتة

### مواقع حالية
تطرح الدول الأعضاء في اليونسكو، بالإضافة إلى قائمة المواقع المُدرَجة في قائمة التراث العالمي، قائمةً بالمواقع المؤقتة المُحتمل إضافتها إلى القائمة. ولا تُقبَل الترشيحات لإدراج المواقع في قائمة التراث العالمي إلاّ إذا كانت مُرشّّحة في القائمة المؤقّتة. بلغ عدد المواقع اللبنانيّة المُرشَّحة في القائمة المؤقّتة حتى عام 2021 عشرة مواقع هي:
| الصورة                          | الاسم                                                 | الموقع | المعايير             | المرجع | سنة التقديم | ملاحظات |
| ------------------------------- | ----------------------------------------------------- | --- | -------------------- | ------ | ----------- | ------- |
| وسط البلد في صيدا.              | مركز صيدا التاريخي                                    | صيدا، محافظة الجنوب 33°23′43″N 35°22′10″E / 33.39528°N 35.36944°E | ثقافي: (iii)(iv)     | 6434   | 2019        | [ 20 ]  |
| أزقّة تاريخية في البترون.        | المركز التاريخي لمدينة البترون                        | البترون، محافظة الشمال 34°15′20″N 35°39′51.4476″E / 34.25556°N 35.664291000°E | ثقافي: (iv)(v)       | 6428   | 2019        | [ 21 ]  |
| ميناء طرابلس.                   | مدينة طرابلس القديمة                                  | طرابلس، محافظة الشمال 34°26′48.12″N 35°48′43.704″E / 34.4467000°N 35.81214000°E | ثقافي: (iii)(iv)     | 6436   | 2019        | [ 22 ]  |
| معبد أشمون.                     | معبد أشمون                                            | صيدا، محافظة الشمال 33°35′08″N 35°23′52″E / 33.58556°N 35.39778°E | ثقافي: (iv)          | 6429   | 2019        | [ 23 ]  |
| خليج مدينة جونيه حيث يصبّ النهر. | موقع نهر الكلب الأثري                                 | محافظة جبل لبنان 33°37′51″N 35°38′46″E / 33.63083°N 35.64611°E | ثقافي: (iii)(vi)     | 6433   | 2019        | [ 24 ]  |
|                                 | مجموعة المعالم التاريخيّة والمواقع الطبيعيّة لقرية منجز | منجز، محافظة الشمال 34°36′59″N 36°14′46″E / 34.61639°N 36.24611°E | ثقافي: (iii)(iv)     | 6430   | 2019        | [ 25 ]  |
|                                 | جبل الشيخ والآثار الثقافية المرتبطة به                | جبل الشيخ، محافظة البقاع 33°21′22″N 35°40′07″E / 33.35611°N 35.66861°E | ثقافي: (ii)(iii)(vi) | 6432   | 2019        | [ 26 ]  |
|                                 | قلاع جبل عامل                                         | قلعة الشقيف (قلعة بوفورت) 33°07′16″N 35°07′54″E / 33.12111°N 35.13167°E قلعة تبنين (قلعة تورون) 33°11′42″N 35°24′43″E / 33.19500°N 35.41194°E قلعة شقرا (قلعة الدبية) 33°11′38″N 35°29′06″E / 33.19389°N 35.48500°E قلعة دير كيفا (قلعة مارون) 33°15′43″N 35°23′56″E / 33.26194°N 35.39889°E برج الناقورة 33°07′36″N 35°08′42″E / 33.12667°N 35.14500°E | ثقافي: (ii)(iii)(vi) | 6435   | 2019        | [ 27 ]  |
|                                 | نتوء رأس القلعة / نتوء رأس الناطور / نتوء رأس المليحة | انفه، محافظة الشمال 34°26′48.12″N 35°48′43.704″E / 34.4467000°N 35.81214000°E | ثقافي: (iii)(v)      | 6438   | 2019        | [ 28 ]  |

### مواقع سابقة
تضم القائمة الإرشاديّة المؤقّتة في لبنان أربعة مواقع سابقة منذ عام 1996، رُفضت جميعًا في عام 2019.
| الصورة                              | الاسم                                            | الموقع                                                                     | المعايير | المرجع | سنة التقديم | ملاحظات |
| ----------------------------------- | ------------------------------------------------ | -------------------------------------------------------------------------- | -------- | ------ | ----------- | ------- |
| نواعير حماة، سوريا، على نهر العاصي. | المعالم الطبيعيّة والتاريخيّة على ضفاف نهر العاصي  | سهل البقاع، محافظة بعلبك الهرمل                                            | ثقافي    |        | 1996        |         |
| نهر إبراهيم.                        | المعالم الطبيعيّة والتاريخيّة على ضفاف نهر إبراهيم | محيط مدينة جبيل، محافظة جبل لبنان                                          | ثقافي    |        | 1996        |         |
| جبل الشوف.                          | المعالم الطبيعيّة والتاريخيّة على جبل الشوف        | قضاء الشوف                                                                 | ثقافي    |        | 1996        |         |
| شواطئ جزر النخيل الرملية.           | محميّة جزر النخيل الطبيعيّة                        | طرابلس، محافظة الشمال 34°29′38″N 35°46′43.704″E / 34.49389°N 35.77880667°E | طبيعي    |        | 1996        |         |

## قائمة التراث اللامادي
لا يقتصر التراث، بحسب اليونسكو، على المعالم الثقافيّة أو الطبيعيّة، وإنمّا يشمل أيضًا التقاليد والممارسات ومظاهر التعبير والمعارف والمهارات المرتبطة بإنتاج الصناعات الحرفيّة التقليديّة، وهذا ما يُعرف بالتراث الثقافي اللامادي. تقوم اللجنة الدوليّة الحكوميّة لصون التراث الثقافي غير المادي بصياغة توصيات بشأن التدابير الرامية إلى صون هذا التراث، وتتولى أيضًا دراسة الطلبات التي تقدمها الدول الأطراف، بما فيها لبنان، لإدراج عناصر من التراث غير المادي في القوائم والمقترحات الخاصّة بالبرامج.
لقد صادق لبنان على اتفاقيّة حماية التراث الثقافي غير المادي (2003) في 8 كانون الثاني/ يناير 2007. كما تضم قائمة التراث اللامادي في لبنان موضوعيَن يعبّران عن ثقافة المجتمع اللبناني:
| الصورة | الاسم                                         | المرجع           | سنة التسجيل | ملاحظات |
| ------ | --------------------------------------------- | ---------------- | ----------- | ------- |
|        |                                               |                  |             |         |
|        | الزجل: شعر مُرَتَّل أو غنائي                      | 01000            | 2014        | [ 32 ]  |
|        | الخط العربي: المعرفة والمهارات والممارسات (1) | ---[وصلة مكسورة] | 2021        |         |

## حواش
- 1 ترشيح متعدِّد الجنسيّات قامت بتقديمه، إلى جانب لبنان، كل من الدول العربيّة التالية: الأردن، الإمارات العربية المتحدة، البحرين، مصر، العراق، الكويت، موريتانيا، المغرب، عُمان، فلسطين، المملكة العربية السعودية، السودان، تونس، واليمن.[33]

## وصلات خارجية
- صفحة لبنان في موقع مركز التراث العالمي، يونسكو (بالإنجليزية)
- موقع مكتب اليونسكو في بيروت، لبنان